# Ballymoney United FC
Ballymoney United FC is een Noord-Ierse voetbalclub uit Ballymoney. De club werd opgericht in 1944. In 2008 promoveerde de club naar de tweede klasse. In 2011 degradeerde de club naar het derde niveau.